# Палестина: мир, а не апартеид

«Палестина: мир, а не апартеид», Джимми Картер

«Палестина: мир, а не апартеид» (англ. Palestine: Peace Not Apartheid) — книга, написанная Джимми Картером, бывшим президентом США и нобелевским лауреатом 2002 года (премия мира). В книге утверждается, что сегодняшняя политика Израиля на палестинских территориях является «системой апартеида, где два народа занимают одну землю, но живут раздельно друг от друга, и где израильтяне полностью доминируют и подавляют насилием, лишая палестинцев их основных прав человека».

## Реакция
До и после выхода книги в свет, как сама книга, так и Джимми Картер подверглись массированной критике со стороны журналистов, политиков и других общественных деятелей.
Во время предвыборной кампании в конгресс США, осенью 2006 года, кандидаты и руководство Демократической партии старались отмежеваться от Картера, члена этой партии.
«Мы испытываем большое уважение к бывшему президенту Картеру, но я в корне не согласен с его анализом Израиля и Палестино-израильского конфликта» — заявил глава партии демократов, Говард Дин.
Конгрессмены Нэнси Пелоси, Стив Израэль, Чарли Рейнджел, Джерольд Надлер и Джон Коньерс также выступили с критикой книги. «Я не согласен с названием книги и указаниями на апартеид», заявил Коньерс, добавив, «Я недавно говорил с бывшим президентом, чтобы выразить ему мою озабоченность названием книги и попросить, чтобы он сменил название.» Конгрессмен Израэль сказал: «Виновники трудностей палестинцев — сами палестинцы».
Деннис Росс, бывший посланник США на Ближнем Востоке, подверг критике Картера за то, что тот использовал в своей книге принадлежавшие Россу карты.
Кеннет Штейн, директор Института Изучения Современного Израиля, ушёл в отставку с поста Члена Совета по Ближнему Востоку при «Центре Картера» в знак протеста против книги и написал открытое письмо, в котором, в частности, он указывает: «… когда люди пишут об истории, они не должны подгонять её под определённую тему. Они должны её писать такой, какая она есть. Они не должны пытаться сформировать у читателя мнение и подтолкнуть его к неизбежным умозаключениям».
Ещё 14 сотрудников Центра ушли в отставку после выхода книги.
По мнению профессора юриспруденции Гарвардского университета Алана Дершовица описания ошибок и сознательных искажений правды в этой книге хватило бы на отдельный том. В рецензии профессор Дершовиц задается вопросом: что могло заставить «порядочного человека», коим считает себя Картер, написать столь откровенно лживую книгу?
Историк Дебора Липштадт, специалист по Холокосту, обвинила Джимми Картера в отрицании Холокоста. В феврале 2007 года на ежегодном благотворительном банкете Сионистского объединения в Лондоне она заявила:

«Когда бывший президент Соединённых Штатов пишет книгу по израильскому-палестинскому кризису и помещает хронологическую таблицу в начале книги, чтобы способствовать пониманию ситуации, и в этой хронологии не вносит ничего существенного между 1939 и 1947 годами, то это мягкое отрицание»

Группа читателей книги подала иск в Манхэттенский федеральный суд США на сумму 4,5 миллиона долларов, обвиняя Картера «в очевидной лжи, намеренных упущениях и искажениях, нацеленных на продвижение его антиизраильской пропаганды».
Картер отверг эту критику. Он увтерждал, что «для членов Конгресса США, выражение сбалансированных взглядов на Израиль и Палестину равно политическому самоубийству, ровно как и мнение о том, что Израилю нужно подчиниться международному закону и говорить о защите справедливости и прав человека для палестинцев».